# Distrito de Đakovica
Distrito de Dakovica también denominado Đakovica (Serbio: Ђаковички округ, Đakovički okrug), o Gjakova (albanés), es uno de los 7 distritos que componen Kosovo.
Se localiza en el occidente del país limitando con las Repúblicas de Montenegro y Albania. Está dividido en 3 municipios, su área es de 1.042 km² y con una población superior a los 242.000 habitantes, su capital es la ciudad de Dakovica.
El Distrito de Dakovica era parte del distrito de Peć de Orahovac y el de Prizren.

## Municipios
- Đakovica o Gjakova
- Dečani o Deçan
- Orahovac o Rahovec

## Datos de interés
- El Distrito de Dakovica tiene la máxima altura de la provincia autónoma, el pico Daravica, en los Montes Prokletije en los Alpes Dináricos que se ubica en el Municipio de Dechani.

- Datos: Q1059386
- Multimedia: Gjakova District / Q1059386